# Calamariinae
A Calamariinae a pikkelyes hüllők (Squamata) rendjében a kígyók (Serpentes) alrendjébe sorolt siklófélék (Colubridae) egyik alcsaládja.

## Rendszerezésük
Az alcsaládot Charles Lucien Jules Laurent Bonaparte francia ornitológus írta le 1838-ban, az alábbi nemek tartoznak ide:
- Calamaria F. Boie, 1827 - 61 faj
- Calamorhabdium Boettger, 1898) – 2 faj
- Collorhabdium (Smedley, 1931) – 1 faj
- Etheridgeum (Wallach, 1988) – 1 faj
- Macrocalamus Günther, 1864 – 8 faj
- Pseudorabdion (Jan, 1862) – 15 faj
- Rabdion (Duméril, Bibron & Duméril, 1854) – 1 faj

## Előfordulásuk
Dél-Ázsiában és Délkelet-Ázsiában honosak.